# Iglesia de Santiago (Venturada)
La iglesia de Santiago es un templo católico ubicado en el municipio español de Venturada, en la parte septentrional de la Comunidad de Madrid. Se trata de una de las escasas muestras de arte románico existentes en la vertiente meridional de la sierra de Guadarrama, si bien el edificio presenta transformaciones posteriores que han alterado sustancialmente su aspecto primitivo.

## Historia
A juzgar por su trazado, es muy posible que fuera levantada en la segunda mitad del siglo XII, después de que la Marca Media, un territorio fronterizo entre Al-Ándalus y los reinos cristianos del norte español, coincidente en gran parte con la actual Comunidad de Madrid, fuera conquistada por Castilla.
A finales del siglo XVI o principios del XVII, coincidiendo con el Privilegio de Villazgo concedido por Felipe II a Venturada (año 1593), el pueblo vivió una fase de prosperidad económica, lo que animó a las autoridades locales a efectuar obras de consolidación y mejora en la iglesia.
El templo volvió a ser reformado en el siglo XIX, tras los daños sufridos durante la Guerra de la Independencia. En el siglo XX, se realizaron nuevas obras y se procedió a su decoración interior, toda vez que sus bienes originales quedaron destruidos con el estallido de la Guerra Civil.
En la actualidad, es la iglesia parroquial de Venturada y depende eclesiásticamente de la Archidiócesis de Madrid.

## Arquitectura

### Vestigios románicos
El templo presenta algunas coincidencias con la arquitectura románica rural desarrollada a lo largo del siglo XII en la actual provincia de Segovia. Es el caso de su planta rectangular y de su orientación, con el ábside a levante. También hay similitudes en lo que respecta al entribado de la primitiva techumbre de madera, actualmente desaparecida.
Pero, sin duda alguna, el elemento románico mejor conservado es la portada meridional. Está conformada por un arco de medio punto, enmarcado por varias arquivoltas, de sobria decoración.

### Otros estilos
El edificio presenta rasgos renacentistas y barrocos, resultado de la remodelación realizada en los siglos XVI-XVII. Durante las obras, los muros fueron consolidados, aspecto que resulta especialmente visible en la cara septentrional, que fue reforzada mediante contrafuertes para evitar su derrumbe.
Asimismo, se actuó sobre la cabecera, con la construcción de un ábside de planta 
octogonal, con bóveda de crucería, y unido al presbiterio 
mediante un arco triunfal de medio punto. Es posible que este ábside sustituyera a uno anterior, de origen medieval.
En el flanco occidental, se construyó una espadaña, de aire herreriano. Está integrada por un frontón, en el que se abren dos vanos. Estos fueron cegados en el siglo XIX, al edificarse un campanario junto a la cara este de la espadaña, pero recientemente este añadido ha sido desmantelado.
En el siglo XIX también se procedió a elevar la altura del templo por encima del entribado románico. En el siglo XX, se añadió un pórtico con enrejado.